# Vasszilvágy, Vas
Vasszilvágy  este un sat în districtul Szombathely, județul Vas, Ungaria, având o populație de 404 locuitori (2011). 

## Demografie
Componența etnică a satului Vasszilvágy
     Maghiari (99,17%)
     Germani (0,83%)
Componența confesională a satului Vasszilvágy
     Romano-catolici (66,09%)
     Reformați (3,47%)
     Luterani (1,98%)
     Fără religie (1,73%)
     Necunoscută (26,73%)
Conform recensământului din 2011, satul Vasszilvágy avea 404 locuitori. Din punct de vedere etnic, majoritatea locuitorilor (99,17%) erau maghiari.  Din punct de vedere confesional, majoritatea locuitorilor (66,09%) erau romano-catolici, existând și minorități de reformați (3,47%), luterani (1,98%) și persoane fără religie (1,73%). Pentru 26,73% din locuitori nu este cunoscută apartenența confesională.